# 트리에스테 첸트랄레역
트리에스테 첸트랄레역(이탈리아어: Stazione di Trieste Centrale)은 이탈리아 북동부 프리울리베네치아줄리아주에 있는 트리에스테 시와 코무네에 서비스를 제공하는 주요 역이다.
1857년에 개업한 이 역은 현재 폐쇄된 트리에스테 캄포 마르치오 기차역 근처에서 베니스, 우디네, 비엔나로 가는 직행 노선과 트리에스테의 조차장으로 이어지는 벨트 라인의 종점이다.
트리에스테 첸트랄레는 현재 레테 페로비아리아 이탈리아나(RFI)에서 관리하고 있다. 그러나 여객 건물의 상업 지역은 첸토스타치오니에서 관리한다. 역을 오가는 기차 서비스는 트렌이탈리아에서 운영한다. 각 회사는 이탈리아 국영 철도 회사인 페로비에 델로 스타토(FS)의 자회사이다.

## 위치
트리에스테 첸트랄레 기차역은 도심 북쪽의 리베르타 광장에 있다. 그것은 보르고 트레시아노 지구의 서쪽 끝에 있으며, 트리에스테의 오래된 자유 항구에 인접해 있다.

## 역사
오늘날 트리에스테 시의 철도 네트워크는 대부분 구 오스트리아 와 오스트리아-헝가리 제국이 건설한 철도 노선을 기반으로 한다. 1857년 7월 27일, 오스트리아 철도 회사인 SStB가 트리에스테 최초의 철도 시설 건설을 완료했다. 그들은 제메링 고개를 통해 비엔나-트리에스테 철도의 일부를 형성했다.
같은 날, 오스트리아 황제 프란츠 요제프 1세의 면전에서 엔지니어 카를 리터 폰 게가가 설계한 비교적 겸손한 원래 여객 건물을 포함하여 트리에스테의 새로운 터미널역이 공식적으로 열렸다. 현재의 트리에스테 첸트랄레 부지의 매립지에 세워졌다.
이듬해인 1858년 9월 23일, 역은 민영화된 SStB가 해당 회사에 의한 인수 이후 나머지 노선과 함께 오스트리아, 베니스, 이탈리아 중부의 사설 철도 회사인 왕실 특권 남부 철도 회사의 소유권으로 넘어갔다.
오스트리아 쥐드반의 주축에 트리에스테가 포함된 것은 오스트리아 군주국이 통치하는 가장 크고 중요한 항구 도시에서 경제 성장을 일으켰고 합스부르크 제국에서 그 위치를 강화했다. 트리에스테를 오가는 무역로의 급속한 발전, 그리고 도시 자체도 곧 원래의 여객 건물을 교체하기로 결정했다. 새롭고 더 우아하고 풍부한 스타일의 네오 르네상스 건축물은 빌헬름 폰 플라티히가 설계했다. 가장 눈에 띄는 특징은 기념비적인 홀(후에 로얄 홀으로 알려짐)과 장엄한 유리 기차홀이 있었다. 개통식은 1878년 6월 19일에 거행되었다.
1887년, 오스트리아 제국 철도는 새로운 철도 노선인 트리에스테–흐르펠레 철도를 개통했다. 이스트리아 철도로 이어지는 트리에스테 신항에서 흐르펠예코지나까지 구간이었다. 새로운 노선의 의도된 기능은 쥐트반 네트워크에 대한 오스트리아 제국의 의존도를 줄이는 것이었다. 개통은 트리에스테에 트리에스테 산타안드레아역이라는 두 번째 역을 제공했다. 두 역은 초기 계획에서 임시 해결책이 되어야 했던 철도 노선(리베 철도)으로 연결되었다.
1906년 예세니체-트리에스테 철도 (트랜스알파인 철도로 알려진 철도 네트워크의 일부)가 개통되면서 산타안드레아역은 트리에스테 스타치오네 델로 스타토. 원래 역은 트리에스테 스타치오네 델라 메리디오날레 또는 트리에스테 메리디오날레로 확인되었다.
제1차 세계 대전과 생제르맹 조약(1919)에 따라 두 역은 모두 FS의 관리하에 들어갔다. 원래 역은 나중에 트리에스테 첸트랄레로 이름이 바뀌었고 트리에스테 스타치오네 델로 스타토는 트리에스테 캄포 마르지오가 되었다.
첸토스타치오니 프로젝트에 역이 추가되면서 여객 건물을 장기간 복원 및 개조하는 것이 가능해졌다. 작업은 2007년에 완료되었으며, 미라마레 가도에서 로얄 홀까지의 접근을 완전히 복원했다.

## 특징

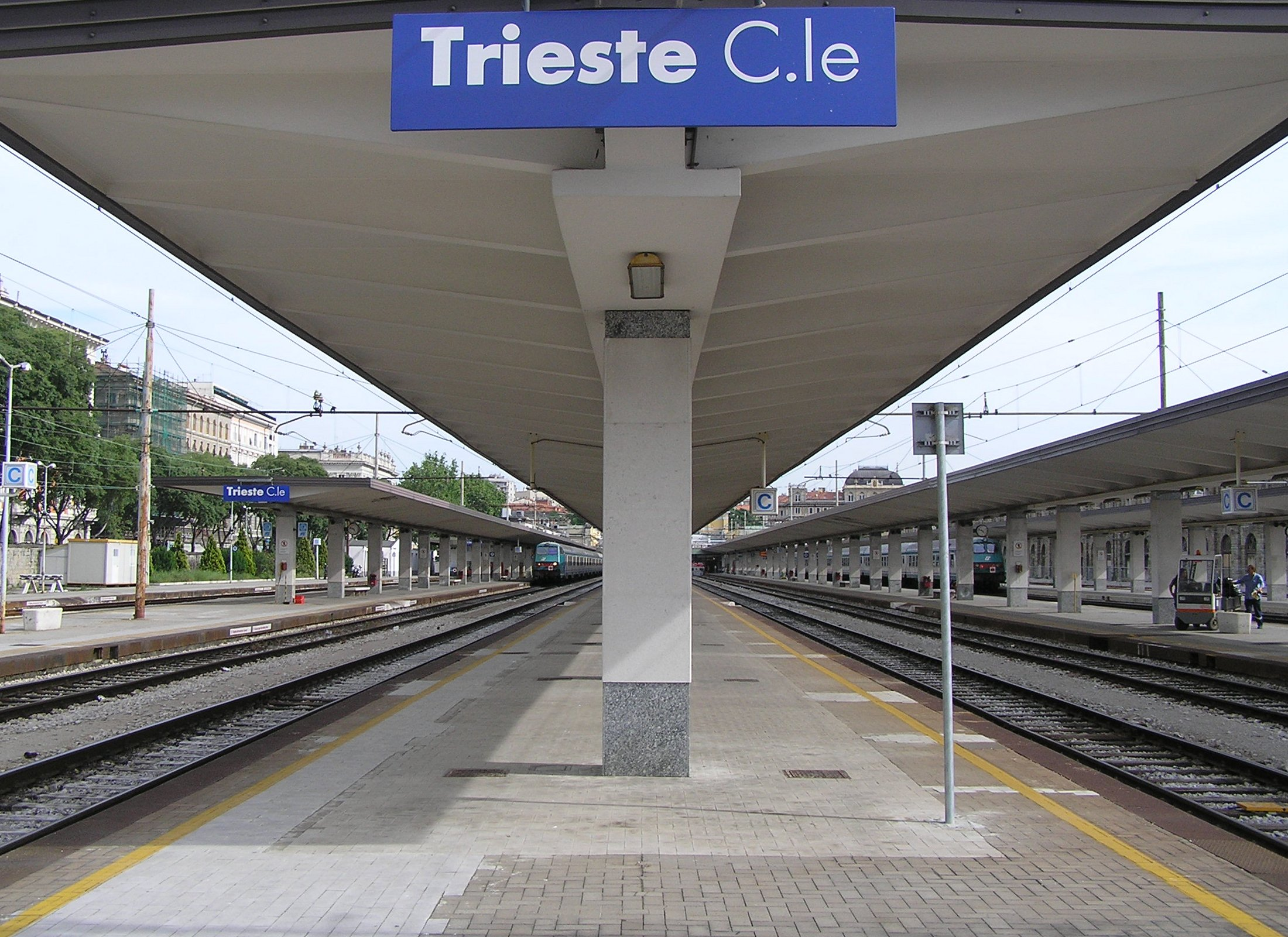
역내 승강장

개조된 역(2007년 첸토스타치오니에 의해)에는 매표소, 중앙 대기 구역, 예배당, 바, 슈퍼마켓, 서점, 약국 및 고속 열차 승객 전용 라운지(이전의 프레치아 클럽)를 포함한 시설을 갖춘 대형 여객 건물이 있다. 유로스타 이탈리아). 철도 경찰, 트렌이탈리아와 운영 관리를 위한 사무실이 있다.
터미널 역으로서 트리에스테 첸트랄레에는 5개의 플랫폼에서 제공되는 승객 서비스에 사용되는 9개의 종단 트랙이 있다. 2009년에는 자동차 운송을 위한 터미널이 개통되었다. 트랙 사이딩, 기관차 창고 및 작업장도 있다. 트리에스테 항구와 매우 가깝기 때문에 역에는 화물 야적이 없다.
도시 버스 정류장은 역의 정문 바로 앞에 있다. 아우토스타치오네 버스 정류장은 남쪽에 있으며, 슬로베니아, 오스트리아 및 발칸 반도까지 장거리 노선이 운행된다.

## 운행
역에는 매년 약 6백만 명의 승객이 이동한다. 이탈리아 전역을 연결하는 기차가 운행된다. 역에는 다음 서비스가 제공된다.
- 고속 서비스
  - 프레차겐토: 로마 - 피렌체 - 볼로냐 - 파도바 - 베니스 - 트리에스테
  - 프레차로사: 토리노 - 밀라노 - 베로나 - 파도바 - 베니스 – 트리에스테
- 시외 서비스** 로마 – 피렌체 – 볼로냐 – 파도바 – 베니스 – 트리에스테* 야간열차: 로마 - 볼로냐 - 베니스 - 우디네 - 트리에스테
- 특급 서비스
  - 레조날레 벨로체: 베니스 – 포르토그루아로 – 체르비냐노 델 프리울리 – 트리에스테** 레조날레 벨로체: 베니스 – 트레비소 – 우디네 – 고리치아 - 트리에스테
- 지역 서비스
  - 트레노 레조날레: 베니스 – 트레비소 – 우디네 – 고리치아 - 트리에스테
  - 트레노 레조날레: 타르비시오 – 가르니아 – 게모나 델 프리울리 – 우디네 – 체르비냐노 델 프리울리 - 트리에스테
  - 트레노 레조날레: 류블라냐 - 세자나 – 트리에스테
- 유로시티 비엔나: 뷰블라냐 - 트리에스테

| 트레니탈리아                          | 트레니탈리아                        | 트레니탈리아 |
| ------------------------------------- | ----------------------------------- | ------------ |
| 트리에스테 공항 로마 테르미니 방면    | 프레차르젠토                        | 시·종착역    |
| 몬팔코네 토리노 포르타 누오바 방면    | 프레차로사                          | 시·종착역    |
| 몬팔코네 로마 테르미니 방면           | 인터시티                            | 시·종착역    |
| 몬팔코네 로마 테르미니 방면           | 인터시티 노테                       | 시·종착역    |
| 몬팔코네 베네치아 산타 루치아 방면    | 트레노 레조날레 포르토그루아로 경유 | 시·종착역    |
| 몬팔코네 베네치아 산타 루치아 방면    | 트레노 레조날레 우디네 경유         | 시·종착역    |
| 미라마레 베네치아 산타 루치아 방면    | 트레노 레조날레 우디네 경유         | 시·종착역    |
| 몬팔코네 타르비시오 보스코베르데 방면 | 트레노 레조날레                     | 시·종착역    |
| 빌라 오피치나 류블라냐 방면           | 트레노 레조날레                     | 시·종착역    |

## 버스
2012년 6월 17일부터 아로나행 기차 서비스가 중단되고 버스 서비스로 대체되었다.

## 같이 보기
- 이탈리아의 철도